# Rozkładówka

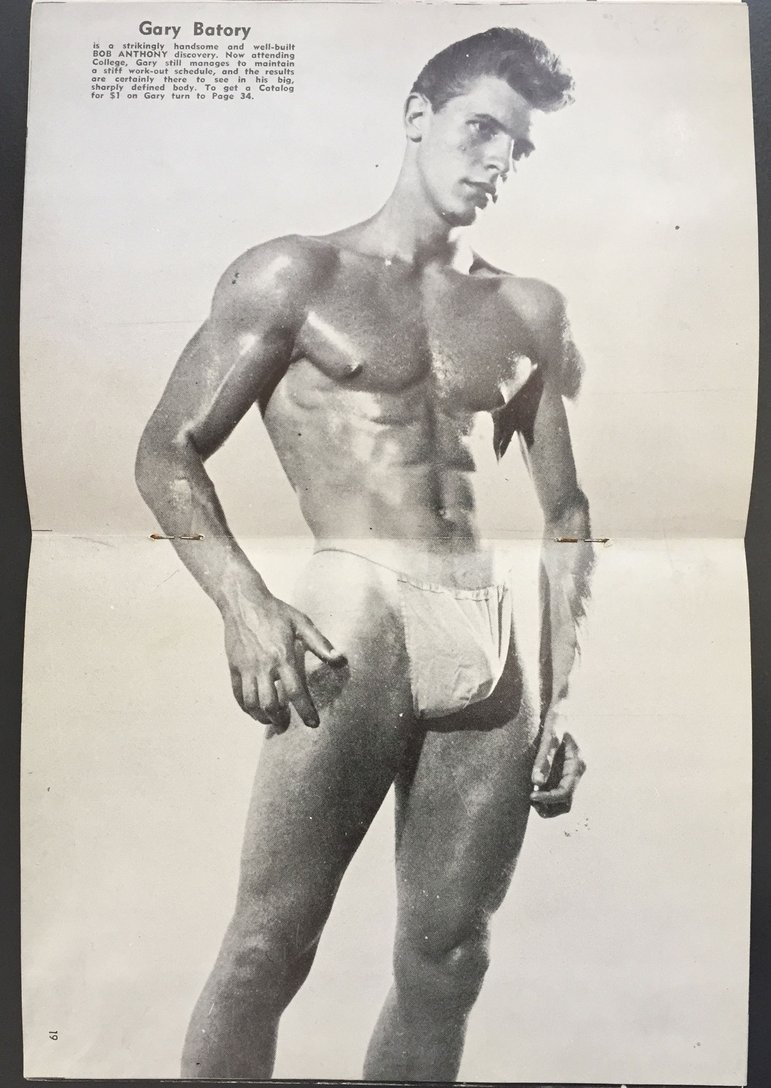
Rozkładówka

Rozkładówka – dwie środkowe strony publikacji poligraficznej w oprawie zeszytowej, czyli oprawie szytej przez środek grzbietu. W tym typie oprawy każda para stron widzących jest widoczna w całości, bez strat na klej i bez utrudnień widoczności wynikających z ugięcia kart w okolicy grzbietu, co jest wadą oprawy klejonej.
Rozkładówka to jedyne strony widzące, które są jednocześnie parą drukarską, co stwarza szereg możliwości. Przede wszystkim w sposób absolutnie dokładny widoczny jest zadruk obu stron, bez strat (choć zwykle minimalnych), które towarzyszą falcowaniu innych stron. W rozkładówce falc jest widoczny jako ślad biegnący przez środek arkusza, nie jest on jednak, w odróżnieniu od innych stron, granicą widoczności zadruku, gdyż w rozkładówce obraz po falcu płynnie przechodzi na stronę sąsiednią. Drugą zaletą rozkładówki jest możliwość wyjęcia jej z publikacji po odgięciu zszywek. Stąd rozkładówki wykorzystuje się zwykle do prezentacji najatrakcyjniejszych materiałów ilustracyjnych, układając je jednocześnie na obu kolumnach, czyli przez rozwarcie. Rozkładówki służą często również do publikowania plansz, rysunków technicznych, plakatów itp., które zainteresowany czytelnik może łatwo wypiąć z wkładu stron.
Funkcjonalne zalety rozkładówki mogą być wykorzystane również w innych sprzyjających temu zastosowaniu parach drukarskich, jak tylne strony rozkładówki, kolejne arkusze stron leżących bezpośrednio pod rozkładówką, oraz strony okładki – czwarta z pierwszą.
W dziennikarstwie rozkładówka nie musi oznaczać najbardziej wewnętrznej pary drukarskiej gazety. Materiał dziennikarski może okazać się obszerny lub nośny na tyle, że warto oddać mu dwie kolumny, ale szkoda nań rozkładówki. Wtedy można umieścić go na tzw. sztucznej rozkładówce, czyli po prostu dwóch sąsiednich stronach gazety. Konsekwencje tego są znaczne. Niewymagający czytelnik nie widzi różnicy między rozkładówką a sztuczną rozkładówką – widzi obszerny, nośny materiał. Tylko wtedy, gdy rozkładówka nie ma charakteru użytkowego, czyli nie warto jej wypinać z wydania. Jednocześnie waga materiału wzrasta. Innymi słowy: sztuczna rozkładówka to trochę mniej niż rozkładówka, ale trochę więcej niż czołówka i dużo więcej niż czołówka podbita podwałem lub reklamą. Sztuczne rozkładówki najczęściej pojawiają się w brukowych tabloidach.